# 梅關古道
25°20′01″N 114°20′23″E / 25.33361°N 114.33972°E

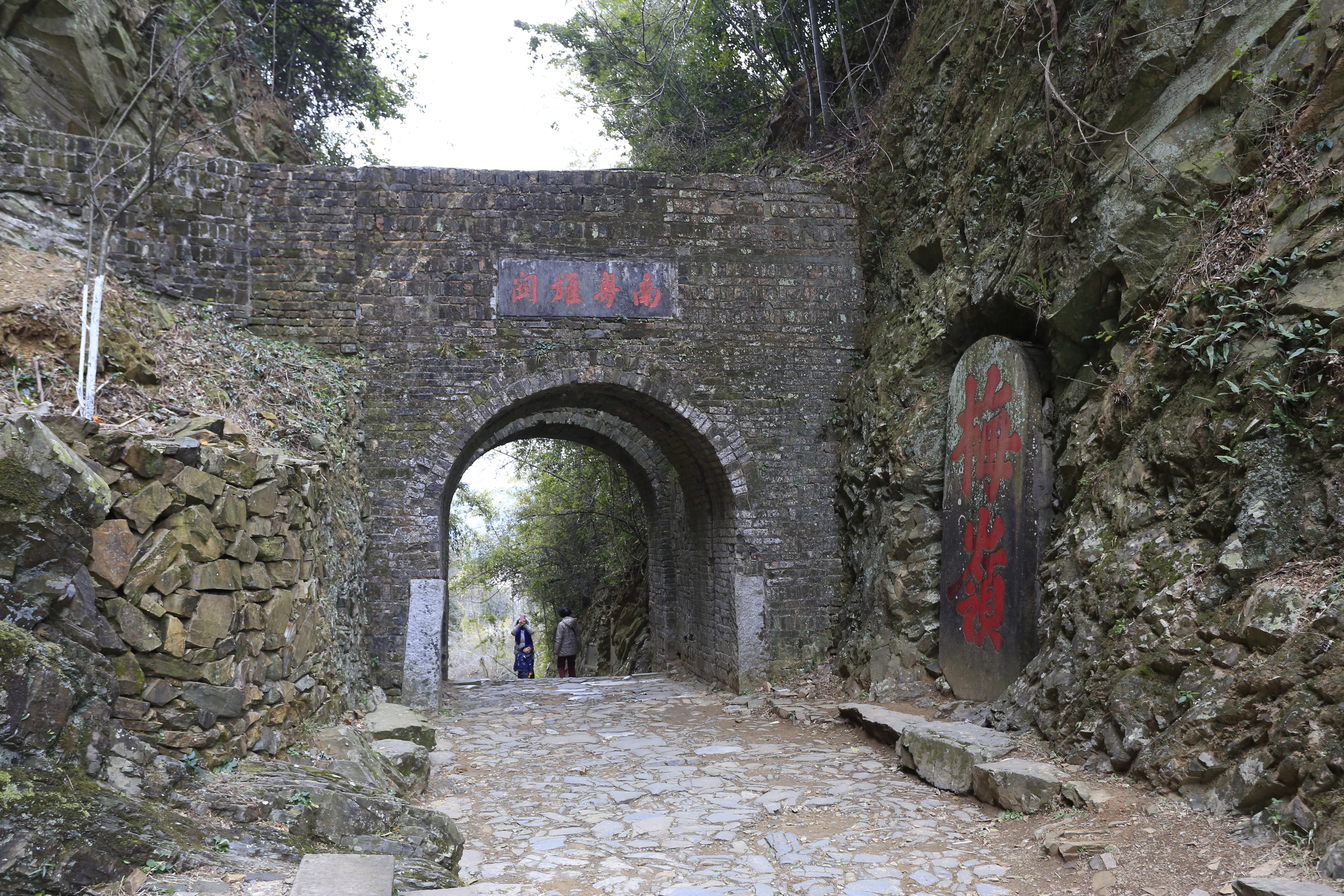
梅關關樓北面門額刻“南粤雄關”，北側石碑上刻“梅岭”

梅關古道古稱大庾嶺路，位於中國江西省大余縣和廣東省南雄市交界處的梅岭上，是唐朝名相張九齡於716年所開凿。现存梅關關樓和古驛道约8公里，2006年梅關關樓和江西境內的古驛道被列為第六批全國重點文物保護單位，2013年梅關關樓和廣東境內的古驛道被列為第七批全國重點文物保護單位。
秦代，秦始皇秦始皇為方便軍隊調遣，於梅嶺設關，稱「橫埔關」。唐開元年間，始建「梅嶺古道」，而後又於廣州設立市舶司，其所帶來的經濟影響力漸獲重視。由於南嶺山脈阻礙了嶺南地區與中原的交通與經濟聯繫，嶺南地區的經濟、文化與中原地區來源不同。嶺南曾經被中原譏為＂蠻荒之地＂，嶺南人民則被稱作＂化外之民＂。直至梅關古道的開鑿，令穿越南嶺不再被視為畏途。梅關古道成為南北交通的主要幹道，溝通中原與嶺南的要衝，使南北交通往來更加便利，大批的嶺南物資也由此配合河運運輸至江淮各地及首都長安。隨著廣州市舶司的出現，嶺南更開始成為中國對外貿易的重要基地，加速了中原的經濟重心南移。

## 地理概況
梅關古道橫跨五嶺之一大庾嶺，又稱梅嶺，因唐代張九齡在此開鑿通往中原的通道時，在道旁種植大量的梅樹而得名，位在韶州，今日劃分在南雄市，是廣東、湖南與江西之交界，南接韶州（今韶關市），北鄰虔州（今贛州市）、郴州（今郴州市）。五嶺又稱南嶺山脈，在北緯25-26度間，大體沿東西方向，隔開長江流域與嶺南地區，平均海拔3000英尺，有些山峰高達6000英尺。作為山嶺，不算很高大，對商業貿易而言，只是一種障礙，談不上屏障。梅關古道連接了嶺南水道自北江（韶州）、湞江（雄州）到嶺北水道贛江（九江）、京杭大運河的空白，為水路漕運提供了極大的便利，改變了以往以陸路為主，沿騎田嶺（折嶺古道）北向的舊路。

## 歷史

### 秦漢時期
約前218年，秦始皇派遣屠睢率領50萬秦軍分五路進攻嶺南和閩越地區的百越族。討伐分三大路線：1.咸陽→廣西→嶺南；2.咸陽→橫埔關→嶺南；3.咸陽→靈渠→嶺南。當時的嶺南和閩越地區還處於原始的部落酋長割據狀態，四支最強的百越族支系為南越、西甌、駱越和閩越。前214年，嶺南地區完全納入了秦朝的版圖，秦朝在嶺南地區設立了南海、桂林、象三郡，並在五嶺上設立了五關並派遣五十萬軍民與越人同居嶺南，主要是為了防備南越的反抗並鞏固邊疆。其中塞上、台嶺（大庾嶺古名）上的關卡，稱「橫埔關」。至此，梅嶺上首次出現了古道，其主要用途在當時是為了軍隊進軍方便而建。在漢代漢武帝年間，相傳因派遣庾姓將軍率軍民駐地開發築城，防範外族侵犯，因而改「秦嶺」為「大庾嶺」，亦可稱為「庾嶺」。

### 唐代
梅關是唐代丞相張九齡下令開鑿的，他家鄉韶州，在梅關西南約90里。716年，他向唐玄宗上諫，開鑿連接長江流域和嶺南的梅關，那裏本來只有一條崎嶇險峻的山間小徑。張九齡在途中不太陡峭傾斜的一段，挖去約20碼的巖石，以建造一個約3碼寬的關隘，並在關隘兩邊用小石鋪設道路，連接了江西的贛江和嶺南的北江。當時那裡荊棘叢生，山石成堆，工程非常艱巨。建成後的大庾嶺新路寬五公尺，長約八公里，最高處劈山達三十公尺，路面以青石及鵝卵石鋪設而成，並在道路兩旁種植梅樹。梅關古道的開闢，重塑了嶺南的商路，北江開始日益繁忙，而以前通過廣西的道路則逐漸廢棄。張九齡說，自此「海外之國，日以通商。」

### 宋元時期
唐末五代十國時因戰亂而使古道一度荒廢，直至宋代方又恢復。宋嘉佑八年，梅嶺古道進行重修及擴建，並在嶺上建立關樓。蘇東坡曾經過梅關，見巖石上有許多途人的題詩，感慨山路的險峻。唐宋時，移居嶺南的漢人，大部份通過梅關或靈渠，定居在廣東北部和廣西。南雄是漢人在嶺南的第一個定居點，是陸路運輸必經之處，商人與行人多在南雄梅關古道上，一條夾道而建的村落珠磯巷中的店鋪房屋休息。靖康之難後，許多漢人南遷，使南雄人口大增，一些北方的富家大族就住在珠璣巷。1273-1274年間，蒙元忽必烈南侵，珠璣巷居民在元軍到達前，逃走一空，南逃到珠江三角洲地區。後來明清時期，新會縣等珠三角地區許多著名的宗族，都將自己的起源上溯到南雄珠磯巷。

### 明清至今
晚明時，平均每年有2.5-5萬公斤白銀，從廣州穿過梅關而換取景德鎮的瓷器。以1567年為例，梅關關卡按貨值1/30收稅，得4.3萬兩，則貨物總值為130萬兩或4萬公斤白銀。(124)關樓北面門額的“南粤雄關”和南面門額的“岭南第一關”為明萬曆年間南雄知府蒋傑所書。關樓北側石碑上刻“梅岭”两字，為清康熙年間南雄知府張鳳翔所書。1793年，馬戛爾尼使團是第一批從北京南下並經過梅嶺關的西方人，感慨高峰的險峻：「平原上的一些零星小山，同這個高山比起來，好像只是一些乾草堆。剛剛路過的南安縣，好像是一堆瓦塊，航行的河道好像一條發亮的線。」隨著清朝中葉鴉片戰爭以後的五口通商，令經大庾嶺到廣州的進出口物資大為縮減。及至1936年4月28日，粵漢鐵路株韶段建成，從此出嶺南只需沿韶關到株洲乘400多公里鐵路。道路陡峭，主要由挑夫和馬匹所通行的梅關古道終究遭到拋棄。现今 323国道和 南韶高速均从此关口西侧和东侧以隧道穿越经过，为交通要道。